# Georg Rothenburger senior
Georg Rothenburger senior (* 1957) ist ein deutscher Handballtrainer und ehemaliger -spieler.

## Werdegang
Rothenburger begann in Grüna mit dem Handballsport und wurde dort von Peter Rauchfuß gefördert. Später besuchte er drei Jahre die Sportschule in Leipzig und schloss sich 1974 der BSG Wismut Aue an. Seinen Einstand in der Oberliga gab er im Alter von 17 Jahren. Er stieg in Aue zum Mannschaftskapitän auf. Im Spieljahr 1987/88 war er mit 148 Treffern der beste Torschütze der Oberliga.
1988 spielte er einige Monate mit dem SC Magdeburg für einen Sportclub, um für die Nationalmannschaft nominiert werden zu dürfen. Er kam in der Endrunde des FDGB-Pokals 1987/88 und in zwei Europapokalspielen gegen Graz zum Einsatz, nicht jedoch in der Oberliga. Rothenburger bestritt 18 A-Länderspiele für die Deutsche Demokratische Republik. Nach dem Ende der DDR lehnte Rothenburger Angebote aus der deutschen Bundesliga und schloss sich Waagner Biro Graz in Österreich an. Er stand zwei Spieljahre für Graz auf dem Platz und spielte hernach für den Drittligisten FSK Graz-Ries, während er seine berufliche Laufbahn außerhalb des Handballsports vorantrieb. Der Ingenieur für BMSR-Technik war im Rahmen seiner Arbeit in mehreren Ländern tätig, ab 2002 hatte er in Wien eine leitende Anstellung bei einem Unternehmen aus dem Bereich Bühnentechnik. Rothenburger blieb dem Handballsport als Spieler von Post Wien verbunden.
2005 trat Rothenburger die Leitung der neugebildeten Handballakademie am BG/BORG Graz Liebenau an. Der Inhaber des A-Trainerscheins betätigte sich ebenfalls als Steirischer Auswahltrainer. 2009 gehörte er zu den Gründern des Vereins HIB Handball Graz. 2021 übernahm er dort das Traineramt.
Rothenburgers gleichnamiger Sohn Georg Rothenburger wurde ebenfalls Handballspieler.